# ネットミラクルショッピング
『ネットミラクルショッピング』は、毎日放送（MBS）制作の深夜アニメである。
「ショッピング」と冠しているが、通販番組ではなく、ギャグアニメである。放送時間は10分間で、5分間（正味3分半ないし4分間）の2本立て。
地上波では、第1期が毎日放送のみの関西ローカルで、第2期（2ndシーズン）はtvkなどでも放送されている。

## 概要
今まであるようでなかった、そんな画期的な商品を紹介する通販番組、それが「ネットミラクルショッピング」。プレゼンターである山田とそうたが、毎回とっておきの商品を紹介する。
映像クリエイターSOTAが制作に関わっている。「バカCG番組」という触書で、全編CGにより制作されている。
第1期では「3時57分11秒になりました」のナレーションで番組がスタートした（ただし2回に1回は省略）。そのあと、すがはらやすのりが歌う番組主題歌が流れた後、山田とそうたが登場する。
なお、問い合わせ・申し込みの電話番号は、「フリーダイヤル0120-***-****」である。番組サイトでの商品紹介では、「購入する」をクリックすると「ただいま入荷待ちです。30000光年待ってください」、現在は「値段が知りたい人は……DVDを買ってね!!」と表示される。前者は、距離の単位である「光年」を、時間の単位と勘違いした誤用をギャグとして用いている。
また、番組サイトでは、紹介した商品の斬新な使い方のアイディア、新商品を視聴者から募集した。優秀アイディア・作品に対しては、番組オリジナルグッズの贈呈または番組内で紹介された。

## キャスト

### プレゼンター
山田
声 - 山田真一
商品を紹介・値段の発表をする役。長髪で眼鏡をかけており、顔は花形満に酷似している。年齢は、「イスコプター」の回の冒頭の自己紹介ネタで73歳と発言しているが、本当かどうかは不明。漫才で言えばボケ役で、毎回奇抜な商品を説明し、時折そうたに毒舌を吐く。
第1期では、紺のスーツ・水色のシャツ・青のストライプのネクタイを締めている。また、全身3DCGで描写されているそうたに対し、山田は胴体のみ3Dで顔は2Dイラストで描写されている。
第2期（2ndシーズン）ではモデリングが一新され、白色のジャンプスーツを着用しており、顔も3DCGで描写されるようになった。
そうた
声 - SOTA
ツッコミ役。ハゲ。なぜか黒人。年齢は、山田同様「イスコプター」の回の冒頭の自己紹介ネタで55歳と発言しているが、やはり本当かどうかは不明。ただしこちらは山田にツッコまれて、何度か言い直している。「神のいたずらペンシル」の回で出てきたプロフィール用紙には未記入だった。ツッコミ役で、山田の紹介する商品に（常識人としての観点から）いちゃもんをつける。ただし最初の自己紹介のときは、山田の振りを使って自虐的なボケをすることが多い。
第1期では、黄土色のスーツ・白色のシャツ・黄色のストライプのネクタイを締めている。
第2期（2ndシーズン）ではモデリングが一新され、黄緑色のスーツ・白色のシャツ・ピンクのストライプのネクタイを締めている。
前歯崎奥歯
声 - 山田真一
山田に代わり「ただの長い棒」の紹介回のみプレゼンターとして登場。
さとみ
声 - 佐藤聡美
第2期（2ndシーズン）からの登場。
山田とそうたの後ろに立っている。エプロン姿・猫耳のような大きなリボンをつけている・髪はピンク。毎回はじめにQRコードを出している。
口癖は「〜でやんすー」。江戸っ子のような言い方をする。

### その他
女性ナレーター
声 - 塩山由佳
声のみ出演。商品の紹介をする。
男性ナレーター
声 - 河内孝博
声のみ出演。商品の紹介をする。
トイレロボ太くん、その他
声 - 高戸靖広

## これまで紹介された商品一覧
第2期のうち太字●の商品は、実際に商品化されてMBSショッピングにて発売されているもの。ただし番組で紹介したようなミラクルな効能・効果は得られない。
| - イスコプター - ヒューマンファン - 小さい妖精のおっさん - ただの長い棒 - ミニアニマル - ハンサムサンド - 夢見るわくわく滑り台 - ワライガス - オールマイティー10得名刺 - スーパーLONG竹馬 - シークレットパーツ - とりまくり君 - オシャレろっ骨 - シンクロアース - ジャンプアンドキャッチャー - 小耳ちゃん - 超薄型自動車 - 超精密ジオラマ宇宙模型 - シバティー島でのスローライフ - 悟りハンマー - スーパースローチョコ - ギターケース型ダンボール、考える電卓、人間MP3プレイヤー - お掃除オバサンカプセル | - ビッグバンホッパー - トイレロボ太くん - ミラクルスコープくん - RECドリーム - ぜりーちゃん ● - どこでもリフト野郎 - THE 箱 - 盆栽カツラ - ミッポン - 蚊取りしょうこ - 神のイタズラペンシル - 叶えて☆パンドール ● - 脳みそUP太郎 - 大人パウダーinスプレー - つくるんです - うーたん ● - ミラクルユニフォーム - ウェイクアップピアス - ユウメイカー - 5センスTV - ロボット母さん マサエさん - 小さい妖精のおっさん2 |

## 放送局

### 第1期
| 放送地域   | 放送局             | 系列    | 放送期間                       | 放送日時                 | 備考         |
| ---------- | ------------------ | ------- | ------------------------------ | ------------------------ | ------------ |
| 近畿広域圏 | 毎日放送（MBS）    | TBS系列 | 2008年10月3日 - 12月19日       | 金曜 25時25分 - 25時35分 | 制作局       |
| 全国放送   | キッズステーション | CS放送  | 2008年12月18日 - 2009年5月28日 | 木曜 23時54分 - 23時59分 | リピートあり |

### 第2期（2ndシーズン）
| 放送地域   | 放送局             | 系列      | 放送期間                        | 放送日時                                        | 備考          |
| ---------- | ------------------ | --------- | ------------------------------- | ----------------------------------------------- | ------------- |
| 近畿広域圏 | 毎日放送（MBS）    | TBS系列   | 2010年1月8日 - 3月26日          | 金曜 26時05分 - 26時15分                        | 制作局        |
| 神奈川県   | tvk                | 独立UHF局 | 2010年1月8日 - 3月26日          | 金曜 26時00分 - 26時10分                        | 第1期は未放送 |
| 宮城県     | 東北放送（TBC）    | TBS系列   | 2010年1月12日 - 3月30日         | 火曜 25時34分 - 25時44分                        | 第1期は未放送 |
| 全国放送   | キッズステーション | CS放送    | 2010年2月23日 - 2010年2月27日 - | 火曜 23時54分 - 23時59分 土曜 3時54分 - 3時59分 | 週変わり      |